# Gare de Voivres
Gare de Voivres – przystanek kolejowy w Voivres-lès-le-Mans, w departamencie Sarthe, w regionie Kraj Loary, we Francji.
Jest przystankiem kolejowym Société nationale des chemins de fer français (SNCF), obsługiwaną przez pociągi TER Pays de la Loire.

## Położenie
Znajduje się na wysokości 52 m, na km 223,068 km linii Le Mans – Angers, pomiędzy stacjami Le Mans i La Suze. 

## Usługi
Usługi kolejowe są prowadzone przez pociągi TER Pays de la Loire, kursujące między Le Mans i Angers.